# Битва при Сачхоне
Битва при Сачхоне (кор. 泗川海戰, 사천 해전, яп. 泗川海戦) — морское сражение, состоявшееся между японским и корейским флотом в порту корейского города Сачхон в ходе Имдинской войны. Первая битва второй кампании Ли Сунсина, в которой впервые были использованы броненосцы — корейские «корабли-черепахи».

## Краткие сведения
После поражения японцев в битве при Окпхо 16 июня 1592 года японское командование решило покончить с корейским флотом и Ли Сунсином, заманив его в ловушку в порту города Сачхон. Планировалось выманить адмирала путём завлечения в порт союзной ему флотилии Вон Гюна. На подходах к Сачхону, где находился высокий скалистый мыс, были посажены снайперы, а в соседних бухтах Конян и Танпхо было выставлено 12 и 30 кораблей соответственно. По замыслу японских полководцев, снайперы должны были застрелить Ли Сунсина, когда он будет приближаться к порту, а японские корабли — взять его флот в клещи и уничтожить.
В начале июля Ли Сунсин получил от разведчиков информацию о месте расположения японских морских сил. Он опасался, что противник может напасть на базу левого флота провинции Чолладо, а потому решил нанести превентивный удар. Кроме этого, выступление адмирала ускорила опасность уничтожения правого флота провинции Кёнсандо под командованием Вон Гюна, остатки которого числом в 3 корабля самовольно двинулись на захват города Конян.
Утром 8 июля 1592 Ли Сунсин вышел в море в направлении бухты Конян. Его флот насчитывал 23 судна: 21 широкопалубный корабль пханоксон и 2 корабля-черепахи. По дороге адмирал разделил свои силы на две группы. Первая, которую возглавил сам Ли Сунсин, состояла из 14 пханоксонов и «кораблей-черепах»; она плыла к Коняну для помощи союзному флоту Вон Гюна. Вторая группа состояла из 9 пханоксонов; она направлялась в бухту Танпхо и должна была помешать японской атаке с тыла.
Тем временем 12 японских кораблей, находившиеся в бухте Коняна, начали передислокацию в порт Сачхона. Командир корейского правого флота Вон Гюн решил, что противник отступает, и отправился догонять его. Несмотря на ошибочное решение союзника, Ли Сунсин двинулся за ним, пытаясь спасти от полного разгрома.
Приближаясь к Сачхону, флагманский корабль Ли Сунсина проплывал мимо скалистого мыса, где засели японские снайперы. Поднялась стрельба, в ходе которой адмирал был тяжело ранен в плечо. Ли Сунсин разгадал замысел противника и начал обманный побег. 12 японских кораблей под командованием Кирисимы Митиюки расценили его как доказательство гибели адмирала и бросились за корейским флотом вдогонку. Когда японские суда приблизились на расстояние пушечного выстрела, эскадра Ли Сунсина остановилась, выстроилась в цепочку и открыла по противнику артиллерийский огонь. Японцы, которые не имели корабельной артиллерии, были озадачены, и, вместо того чтобы отступить, двинулись на абордаж корейских судов. В этот миг Ли Сунсин выпустил на них бронированные железом и вооруженные 30 пушками «корабли-черепахи». Они врезались в ряды японских судов и стали безостановочно обстреливать их. Японские солдаты пытались взять броненосцы на абордаж, но не смогли, поскольку их палуба была покрыта железной крышей с шипами. Атака неприступных «кораблей-черепах» вызвала панику среди противника, который спешно стал отступать к берегу.
Узнав о начале битвы в порту Сачхона, 30 японских кораблей, находившихся в соседней бухте Танпхо, двинулись на помощь союзникам. Однако их остановили 9 корейских судов второй группы флота Ли Сунсина. Корейцы обстреляли корабли противника и стали отступать, завлекая его на мелководье. Японцы попались на вражеский трюк и в итоге сели на косу вблизи острова Садо.
В ходе битвы корейский флот не потерял ни одного корабля. Треть японских кораблей была потоплена. Корейские воины заняли бухту и город Конян и завладели водами в районе пролива Норян. Победа Ли Сунсина поставила под угрозу безопасность японских транспортных коммуникаций между Пусаном и Японией.

### Видео
- Битва при Сачхоне 1 // Бессмертный Ли Сунсин
- Битва при Сачхоне 2 // Бессмертный Ли Сунсин
- Битва при Сачхоне 3 // Бессмертный Ли Сунсин
- Битва при Сачхоне 4 // Бессмертный Ли Сунсин